# Stade olympique de Grenoble
El Stade olympique de Grenoble (en español, estadio olímpico de Grenoble) fue un estadio al aire libre ubicado en la ciudad de Grenoble en los Alpes franceses, Francia. Fue inaugurado el 6 de febrero de 1968 con motivo de la ceremonia de apertura de los Juegos Olímpicos de Invierno de 1968 a la que asistió el presidente de Francia Charles de Gaulle. Este estadio en forma de herradura cuya planta recuerda la forma de la antorcha de los Juegos de Grenoble, fue desmantelado inmediatamente después de la finalización de las pruebas olímpicas y de la ceremonia de clausura. El estadio tenía capacidad para 60.000 espectadores.
Fue construido en los terrenos del antiguo aeropuerto de Grenoble-Mermoz, que cesó sus operaciones antes de los Juegos Olímpicos, paralelamente fue inaugurado el nuevo Aeropuerto de Grenoble-Isère.
El estadio fue demolido después de los Juegos Olímpicos, que tuvieron lugar entre el 6 y el 18 de marzo de 1968. En 1970, se inició en el lugar la construcción de un conjunto residencial que acogió a sus primeros habitantes en abril de 1972.

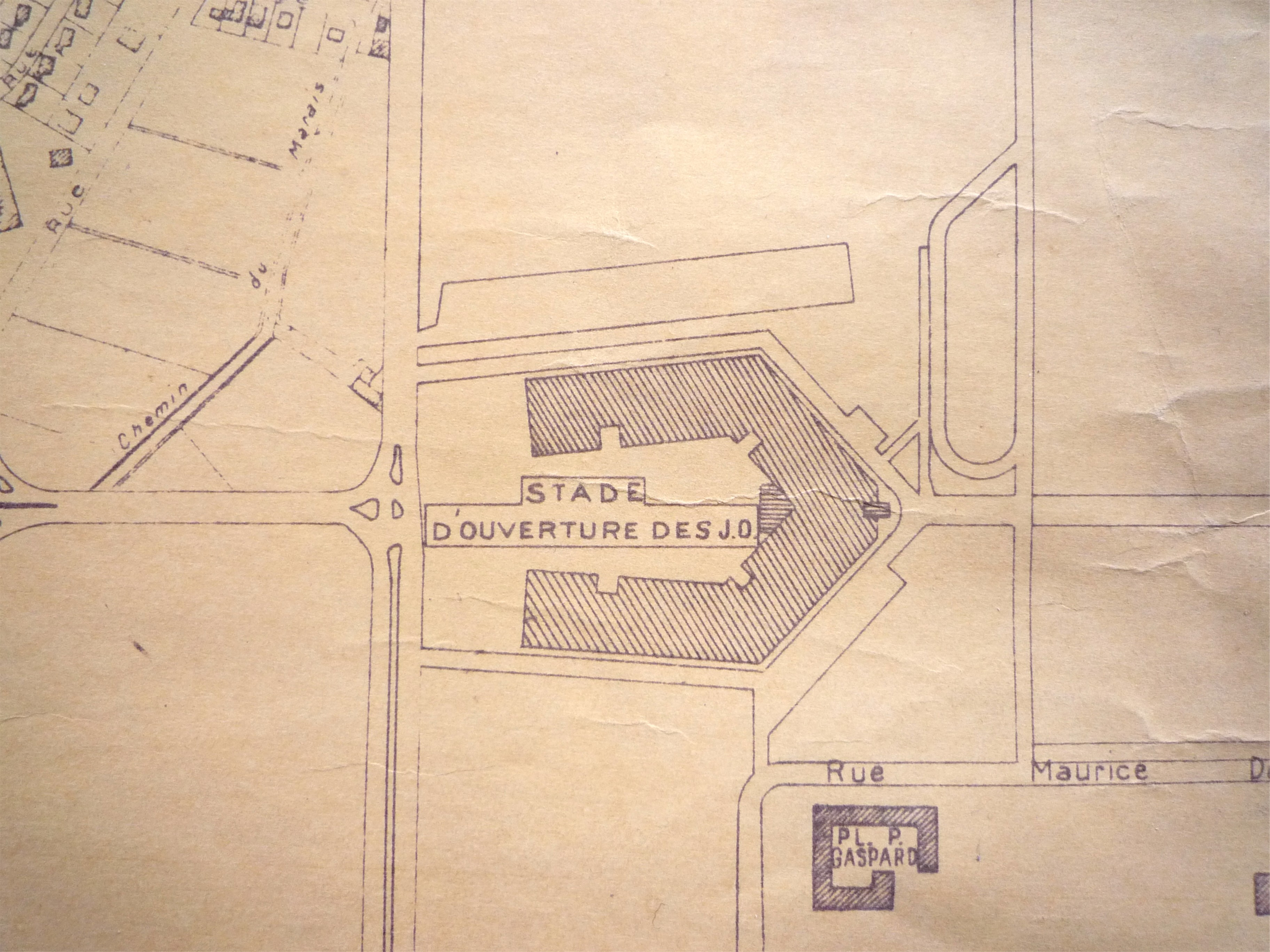
Plano del estadio olímpico.
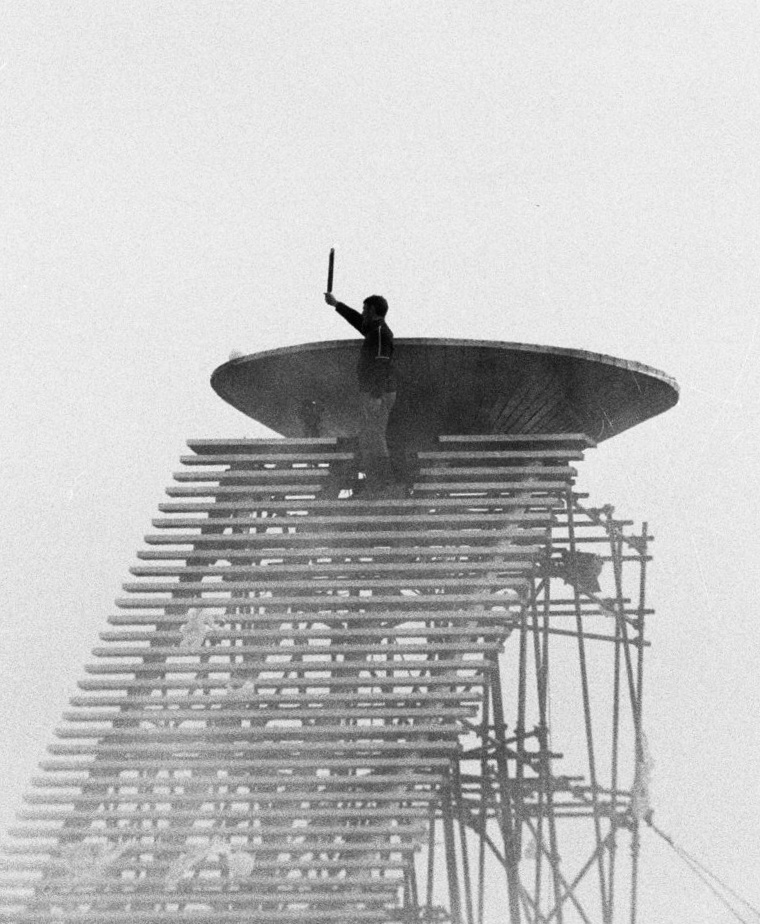
Pebetero Olímpico.